# لولو جونز
لولو جونز (انگلیسی: Lolo Jones؛ زادهٔ ۵ اوت ۱۹۸۲) یک ورزشکار اهل ایالات متحده آمریکا است.
از فیلم‌های معروف او می‌توان به بازی در فیلم جا مانده اشاره کرد.